# Yiğit Bulut

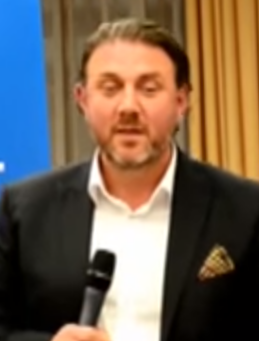
Yiğit Bulut

Yiğit Bulut (* 1. Januar 1972 in Keşan, Provinz Edirne; † 11. Juli 2025 in Istanbul) war ein türkischer Journalist. 
Bulut studierte Bank- und Finanzwesen an der Bilkent-Universität und der Sorbonne. Er war zwischen 2001 und 2013 als Kolumnist und Finanzanalyst für die Tageszeitungen Radikal, Vatan, Referans, Habertürk und Star tätig. Er arbeitete als Chefredakteur der türkischen Nachrichtensender Habertürk TV (2009–2012) sowie 24 (2012–2013).
2013 wurde er vom damaligen türkischen Ministerpräsidenten Recep Tayyip Erdoğan zu einem der vielen „Chefberater“ ernannt. International löste er Verwunderung aus, als er u. a. behauptete, fremde Kräfte würden versuchen Erdoğan per Telekinese zu töten.
Bulut war außerdem bis September 2018 Mitglied im Verwaltungsrat des türkischen Staatsfonds Türkiye Varlık Fonu.
Sein Lakab lautete „Jöleli“ („Der mit dem Gel“).
Yiğit Bulut erlag 53-jährig einer Krebserkrankung.